# Shirahime Syo
Shirahime Syo (白姫抄) est un recueil d'histoires courtes écrit et dessiné par le groupe de mangaka CLAMP. Il a été publié le 10 juin 1992 par Kōbunsha puis réédité le 1er août 2001 par Kadokawa Shoten. La version francophone a été publiée par Glénat en février 2004.
Il compte trois histoires courtes, intitulées la montagne des loups, la fleur des glaces et  les conjoints amoureux.

## Synopsis
La montagne des loups
Décidé de chasser le loup qui a tué son père, une jeune fille part dans la montagne. Mais leur rencontre prendra un tour inattendu.
La fleur des glaces
Lorsque son amant part pour la guerre une jeune femme lui fait le serment de l'attendre.
Les conjoints amoureux
Perdu dans les glaces lors de son retour de la guerre, un jeune homme, se désespère de ne pas revoir sa fiancée.
Croisant un couple de héron, de colère, il tue le mâle.